# غواصة عربة
غواصة عربة Submarine Tender هو نوع من سفن الإحتياط التي توفر الدعم والإمداد للغواصات.

## تطوير

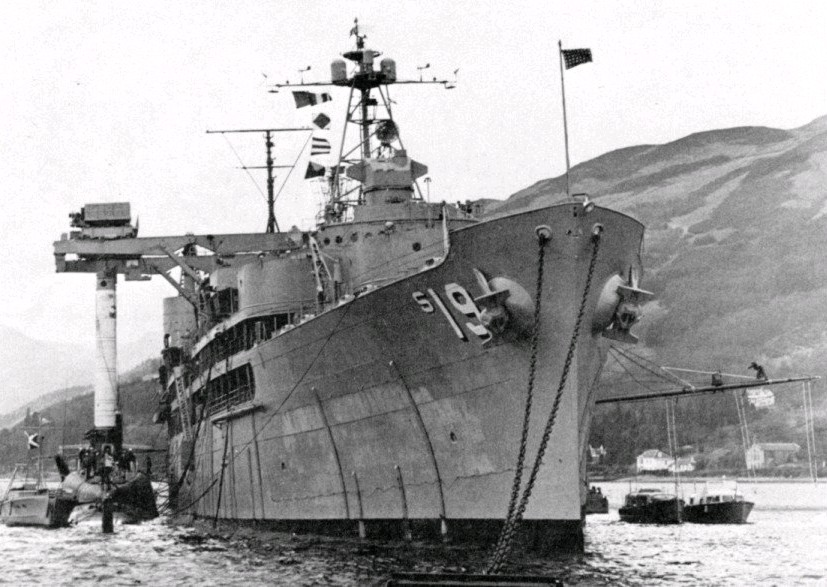
عملية نقل لصاروخ بولاريس البالستي الذي يطلق من الغواصات في هولي لوخ، دونون، اسكتلندا، في عام 1961.

تعتبر الغواصات صغيرة مقارنة بمعظم سفن الملاحة في المحيطات، وعمومًا لا تملك القدرة على حمل كميات كبيرة من الطعام والوقود والطوربيدات وغيرها من اللوازم، ولا تحمل مجموعة كاملة من معدات الصيانة والأفراد. فتقوم الغواصة العربة بعملية الإمداد للغواصات إما بالالتقاء مع الغواصات في البحر أو عندما ترسو الغواصات في ميناء بالقرب من المنطقة التي تعمل فيها الغواصات. في بعض الأساطيل، تم تجهيزها بورش العمل للصيانة وكمساكن عائمة مع أطقم الإغاثة.
مع زيادة حجم وأتمتة الغواصات الحديثة، بالإضافة إلى إدخال الطاقة النووية في بعض الأساطيل، لم يعد هذا النوع ضروري لدعم الوقود كما كانت في السابق.

### ألمانيا
غير قادر على تشغيل عدد كبير منها خلال الحرب العالمية الثانية في بحريتها كريغسمرين. تستخدم غواصات الفئة الرابعة عشر ( الملقبة بحليب البقر) لعمليات التجديد في عرض البحر.

### روسيا
أوقفت البحرية الروسية جميع عطاءاتها لطلب غواصات دون وأوجرا الموروثة من البحرية السوفيتية بحلول عام 2001. وكانت آخر سفينة متبقية من هذه الفئة وهي إنس أمبا (إيه54)، تم بيعها مبدئيًا للبحرية الهندية في عام 1968 للاستخدام مع أسطولها من طراز Foxtrot-Class. يقال إنها خرجت من الخدمة في يوليو 2006.